# Mljet (općina)
Mljet je općina u Hrvatskoj, koja teritorijalno pokriva područje čitavog otoka Mljeta.

## Općinska naselja
Općini Mljet pripada 20 naselja (stanje 2006.), to su: Babine Kuće, Babino Polje (općinsko središte), Blato, Goveđari, Korita, Kozarica, Maranovići, Njivice, Okuklje, Polače, Pomena, Pristanište, Prožura, Prožurska Luka, Ropa, Saplunara, Soline, Sobra, Tatinica i Velika Loza.

## Zemljopis
Mljet je drugi najveći južnodalmatinski otok i osmi je po veličini u Republici Hrvatskoj i sedamnaesti po broju stanovnika. Od Dubrovnika (luke Gruž) je udanljen 24 nautičke milje, a od Korčule do luke Pomene udaljen je 13 nautičkih milja. Otok je dug 37 kilometara, širok 3 kilometra, ukupne površine 100,4 km2. Od poluotoka Pelješca ga dijeli Mljetski kanal.

## Stanovništvo
Tijekom povijesti broj stanovnika se mijenjao, a prvi zapis o broju stanovnika je ostavila Dubrovačka Republika od 1673. – 1674. godine. Tada je Mljet brojio 622 stanovnika. Po popisu iz 1807. godine Mljet ima 896, a taj broj i dalje raste sve do 1948. godine. Od tada pa do danas, broj stanovnika opada, ali se mijenja i mjesto stanovanja na samom otoku. Najbolji primjer je Babino Polje koje je još uvijek najbrojnije naselje, ali njegovo stanovništvo sve više seli u Sobru. Naselja na otoku Mljetu su imala sljedeći broj stanovnika 2001. godine
- Babino Polje - 336
- Goveđari - 165
- Polače - 115
- Korita - 74
- Prožura - 53
- Blato - 46
- Sobra - 105
- Maranovići - 54
- Pomena - 37
- Saplunara - 35
- Kozarica - 28
- Ropa - 32
- Okuklje - 20
- Prožurska Luka - 14

| broj stanovnika | 1330  | 1381  | 1509  | 1623  | 1617  | 1915  | 1934  | 2050  | 2086  | 2054  | 1963  | 1638  | 1395  | 1237  | 1111  | 1088  | 1062  |
|                 | 1857. | 1869. | 1880. | 1890. | 1900. | 1910. | 1921. | 1931. | 1948. | 1953. | 1961. | 1971. | 1981. | 1991. | 2001. | 2011. | 2021. |

### Popis 2011.
Na Mljetu po popisu iz 2011. živi 1 088 stanovnika. Po narodnosti 1 059 su Hrvati (97,33%), 7 Srbi (0,64%), 6 je neizjašnjenih (0.55%), nema Bošnjaka. 1 072 stanovnika izjasnila su se da im je materinski jezik hrvatski (98,53%). Po vjeroispovijesti 1 021 stanovnik je katolik (93,84%), 19 ateisti (1,75%), 8 pravoslavci (0,74%), 0 muslimani.

## Uprava
Općinsko poglavarstvo:
- Đivo Market, predsjednik Općinskog poglavarstva (načelnik općine)
- Božo Pitarević, zamjenik predsjednika Općinskog poglavarstva
- Pero Matana, član Općinskog poglavarstva

## Povijest

#### Antika
Prema legendi otok Mljet je Ogigija, prelijep otok nimfe Kalipso na kojemu je Odisej proveo sedam godina. I antičko ime otoka govori o njegovoj ljepoti: nazvan je Melita. To se ime izvodi od grčkog jezika melite nesos, što znači medeni otok, ali i od latinske riječi mel, mellis, što, opet, znači med. Mljet prvi opisuje Skilak iz Karijande (6. st. pr. n. e.), naziva ga Melite, kasnije također i Apolonije s Rodosa, Agathemerus i Plinije Stariji nazivaju ovaj otok Melita.
Prema arheološkim nalazima, Mljet je nastanjen još od prapovijesti. Na Glavici i na Malom gracu iznad Pomijente, nalaze se ostaci ilirskog naselja. Ilirsko gusarsko uporište na Mljetu, 35. godine pr. Kr., je pokorio rimski vojskovođa, kasnije car, Oktavijan. Za vrijeme rimske vladavine najvažnije naselje na otoku je Polače u kojem je stolovao upravitelj imanja.

#### Srednji vijek
Polovicom 10. st. na otoku se spominju naselja Babino Polje, Blato i Vrhmljeće. U početku je Mljet bio u sastavu Neretvanske krajine, a zatim u sastavu kneževine Zahumlje. Kao i na ostalim dijelovima Mediterana, u ranom srednjem vijeku naselja se, radi zaštite od neželjenih posjetitelja, podižu u unutrašnjosti otoka. Glavno naselje tog vremena na otoku je Vrhmljeće. U 12. st. gospodari otoka postali su benediktinci iz Pulsana na Monte Garganu. Pozvao ih je i darovao zahumski knez Desa. Benediktinci su na otočiću Sveta Marija na Velikom jezeru izgradili samostan i crkvu i sve do 19. st. presudno utjecali na gospodarski i društveni život na otoku. U početku je opat samostana birao i suce.

#### Komuna u Dubrovačkoj Republici
Od 1215. godine, Mljet je pod jakim utjecajem Dubrovnika, a u sastav Dubrovačke Republike konačno ulazi 1345. godine. Tada dobiva i svoj statut, po kojem suce i kneza bira Malo vijeće Republike. Knez i suci su stolovali u Babinom Polju, gdje i danas postoji zgrada Kneževa dvora. Mljet je u sastavu Dubrovačke Republike bio do njezinog ukunuća 1808. godine. Jedno je vrijeme bio pod francuskom vlašću (1808. – 1813.), a poslije toga pod Austrijom.

#### Novija povijest
U sastav Države Slovenaca, Hrvata i Srba, te Kraljevstva Srba, Hrvata i Slovenaca ulazi 1918. godina. Za vrijeme Drugoga svjetskog rata Mljet je bio pod okupacijom Talijanskoga Kraljevstva, dok su partizani na otok došli 13. rujna 1944. god. U redovima partizana poginuo je 31 Mljećanin, kojima je podignut spomenik u Babinom Polju. To su Hajdić Pava Baldo (1909. – 1943.), Hazdovac Nikole Nikola (1920. – 1944.), Belin Frana Frano (1924. – 1944.), Sršen Grgura Pero (1920. – 1945.), Bašica Nikole Nikola (1914. – 1943.), Hajdić Vulka Petar (1910. – 1944.), Čumbelić Petra Ivan (1903. – 1944.), Čumbelić Ivana Vicko (1902. – 1944.), Stražičić Ivana Pero (1920. – 1944.), Hazdovac Pava Vilim (1916. – 1944.), Bašica Andrije Stojan (1922. – 1944.), Sršen Gašpara Pavo (1920. – 1944.), Lazo Marije Andrija (1922. – 1944.), Kaštelan Pava Pavo (1920. – 1944.), Stjepić Nikole Petar (1915. – 1944.), Čumbelić Ivana Pero Ilko (1920. – 1944.), Šojka Ivana Vicko (1926. – 1944.), Radulj Luke Ivan (1897. – 1940.), Stjepić Pava Pero (1926. – 1944.), Bušurelo Petra Ivo (1920. – 1944.), Nodilo Petra Marko (1919. – 1940.), Hajdić Ivana Dragan (1912. – 1944.), Milić Gjiva Gjivo (1917. – 1944.), Hajdić Nikole Pero (1914. – 1944.), Dabelić Boška Petar (1924. – 1943.), Hajdić Ivana Jozo (1920. – 1944.), Stražičić Joza Pero (1907. – 1945.), Stražičić Joza Nikola (1911. – 1945.), Stražičić Živka Ivo (1910. – 1945.), Stražičić Živka Nikola (1920. – 1944.) i Matana Antuna Natalija (1923. – 1945.). Komesara mljetskog partizanskog odreda Pera Ilka Čumbelića ubili su Nijemci 1. ožujka 1944. Godine 1985. na tom je mjestu podignut spomenik koji je kasnije devastiran. Na Otočiću svete Marije pred vratima crkve mučeni su i ubijeni od strane partizana nedužni: don Karoly Kiss, Ivan Čumbelić, Kata Hajdić, Petar Matana i Marin Sršen. Spomen-ploču podigle su ožalošćene obitelji 1998. godine.  Mljet je od tada dio Federalne Države Hrvatske, Narodne Republike Hrvatske, Socijalističke Republike Hrvatske, a od 8. listopada 1991. neovisne i suverene Republike Hrvatske.

## Gospodarstvo
- maslinarstvo
- vinogradarstvo
- turizam

## Spomenici i znamenitosti
- Pješčane plaže i samonikle šume pinja u predjelu Saplunara
- Ostaci crkve svetog Pavla
- Kule za nadzor plovidbe Mljetskim kanalom u mjestima Prožura i Korita
- Knežev dvor u Babinom Polju
- Crkva svetog Vlaha u Babinom Polju
- Odisejeva špilja
- Blatine, mala jezera s bočatom vodom u mjestima Prožura, Sobra, Blato i Kozarica
- Rimska palača, rimokatoličke bazilike i ostaci termi s mozaikom ždrala u naselju Polače
- Ostaci ilirske utvrde na brdu iznad Velikog jezera
- Otočić Sveta Marija s beneditkinskim samostanom i crkvom svete Marije
- Geomorfološki lokalitet Zakamenica
- Veliko i Malo jezero

## Obrazovanje
Na otoku postoji osnovna škola u Babinom Polju, u kojoj se odvija nastava za svih osam razreda osnovne škole, te područna škola u Goveđarima, u kojoj se nastava odvija do trećeg razreda, a djeca potom nastavljaju školovanje u Babinom Polju. Za nastavak školovanja, sva djeca su prisiljena otići s otoka u Dubrovnik.
U prošlosti je na otoku bilo nekoliko osnovnih škola.

## Kultura
- Mljetsko kulturno ljeto
- KUD "Natko Nodilo"
- Ženska klapa
- Muška klapa
- Mješovita klapa

## Šport
- Biciklizam

## Vanjske poveznice
- Službene stranice općine Mljet